# Finale del campionato mondiale di calcio 2018
La finale del campionato mondiale di calcio 2018 si è disputata il 15 luglio 2018 allo Stadio Lužniki di Mosca tra la Francia e la Croazia, ed ha visto i francesi vittoriosi per 4-2. Si è conclusa ai tempi regolamentari dopo tre finali consecutive della coppa del mondo dilungatesi ai supplementari. Non venivano segnati 6 gol in finale da 52 anni.

## Le squadre
| Squadra | Finali disputate in precedenza (il grassetto indica la vittoria) |
| ------- | ---------------------------------------------------------------- |
| Francia | 2 (1998, 2006)                                                   |
| Croazia | Nessuna                                                          |

## Cammino verso la finale
La Francia, partita tra le favorite alla vittoria finale, ha esordito al mondiale con una vittoria per 2-1 sull'Australia nella prima partita del gruppo C. Nella seconda partita contro il Perù arriva una nuova vittoria per 1-0 che dà alla nazionale francese già la certezza matematica di qualificarsi agli ottavi di finale. Nella terza partita del girone pareggia 0-0 contro la Danimarca. Nella fase a eliminazione diretta i francesi hanno superato dapprima l'Argentina 4-3, in seguito l'Uruguay, battuto per 2-0. In semifinale hanno sconfitto il Belgio per 1-0, tornando così a disputare una finale dei Mondiali 12 anni dopo quella persa ai rigori contro l'Italia nel 2006.
La Croazia chiude invece il proprio girone a punteggio pieno, in seguito alle vittorie contro Nigeria (2-0), Argentina (3-0) e Islanda (2-1). Nella fase a eliminazione diretta, la compagine balcanica termina in parità tutti e tre gli incontri al termine dei tempi regolamentari; agli ottavi batte la Danimarca ai tiri di rigore, dopo che i tempi regolamentari si erano chiusi sul punteggio di 1-1. Stessa sorte contro i padroni di casa della Russia, fermati sul 2-2 ai tempi supplementari e battuti poi dagli undici metri, mentre in semifinale i croati hanno ragione in rimonta dell'Inghilterra, passata in vantaggio a inizio gara, grazie alle reti di Ivan Perišić e Mario Mandžukić, realizzate rispettivamente nel secondo tempo e nel secondo supplementare, rimonta che consente alla Croazia di disputare per la prima volta nella sua storia la finale del campionato del mondo, divenendo la decima nazionale europea e la tredicesima in assoluto a raggiungere questo risultato. La Croazia, inoltre, è la seconda squadra a passare due turni consecutivi ad eliminazione diretta ai tiri di rigore dopo l'Argentina nel 1990.

### Tabella riassuntiva del percorso
Note: In ogni risultato sottostante, il punteggio della finalista è menzionato per primo.
| Pos. | Squadra   | Pt | G | V | N | P | GF | GS | DR |
| ---- | --------- | -- | - | - | - | - | -- | -- | -- |
| 1.   | Francia   | 7  | 3 | 2 | 1 | 0 | 3  | 1  | +2 |
| 2.   | Danimarca | 5  | 3 | 1 | 2 | 0 | 2  | 1  | +1 |
| 3.   | Perù      | 3  | 3 | 1 | 0 | 2 | 2  | 2  | 0  |
| 4.   | Australia | 1  | 3 | 0 | 1 | 2 | 2  | 5  | -3 |

| Pos. | Squadra   | Pt | G | V | N | P | GF | GS | DR |
| ---- | --------- | -- | - | - | - | - | -- | -- | -- |
| 1.   | Croazia   | 9  | 3 | 3 | 0 | 0 | 7  | 1  | +6 |
| 2.   | Argentina | 4  | 3 | 1 | 1 | 1 | 3  | 5  | -2 |
| 3.   | Nigeria   | 3  | 3 | 1 | 0 | 2 | 3  | 4  | -1 |
| 4.   | Islanda   | 1  | 3 | 0 | 1 | 2 | 2  | 5  | -3 |

## Descrizione della partita

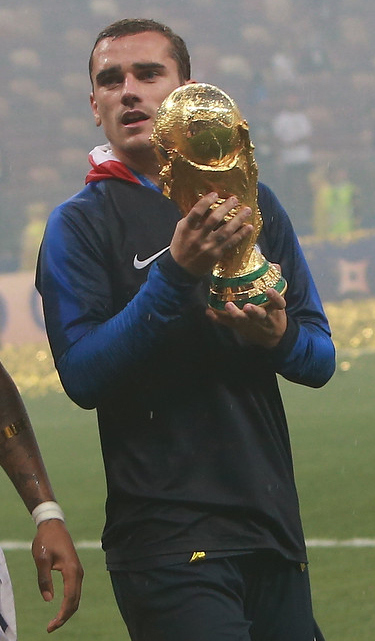
Antoine Griezmann, nominato Man of the Match e autore di un gol e un assist

Le due nazionali si contesero il trofeo mondiale allo Stadio Lužniki di Mosca, davanti a 78 001 spettatori e sotto un cielo attraversato da numerosi lampi a causa del leggero temporale. Tra gli spettatori, si trovarono dieci capi di Stato, tra cui il Presidente della Russia Vladimir Putin, quello francese Emmanuel Macron e quello croato Kolinda Grabar-Kitarović. Le formazioni iniziali furono le stesse adottate nelle semifinali.
La Croazia dominò la parte iniziale del primo tempo. Al 18', però, il centrocampista francese Antoine Griezmann fu atterrato da Marcelo Brozović, e ricevette una punizione dai 27 metri nonostante le proteste del croato: la conseguente punizione fu deviata di testa da Mandžukić e si insaccò in rete, aprendo così la finale con uno sfortunato autogol. Dieci minuti dopo, la Croazia riuscì a trovare il gol del pareggio con un sinistro sull'angolo destro della rete francese per mano di Ivan Perišić, assistito da Domagoj Vida dopo un destro su punizione di Luka Modrić. Al 34', lo stesso Perišić toccò però con la mano il pallone in area di rigore, gesto visto dal VAR: quattro minuti dopo sul dischetto andò Griezmann, che trasformò il gol del 2-1 e il suo quarto gol al mondiale.
All'inizio del secondo tempo, un contropiede croato fu fermato dall'intrusione di alcuni invasori di campo inseguiti dalla sicurezza: la banda rock femminista Pussy Riot si addossò le responsabilità dell'accaduto. Al 59', la Francia allungò il vantaggio con Paul Pogba, che dopo un tiro inizialmente respinto dalla difesa, replicò con un sinistro dal limite dell'area che si insaccò alla sinistra della rete; sei minuti dopo, Kylian Mbappé centrò anche lui la rete con un destro basso fuori dall'area che gonfiò la rete alla sua sinistra. Al 69', il portiere francese Hugo Lloris tentò di dribblare l'attaccante croato Mandžukić, il quale riuscì a capire la finta ed a siglare un facile gol a porta vuota portando il punteggio sul 4-2. Il triplice fischio finale diede alla Francia la possibilità di festeggiare il secondo titolo mondiale della sua storia, a 20 anni dal primo trionfo.

## Tabellino
| Arbitro: | Néstor Pitana |

|                                                                |           |                           |
| Mandžukić 18’ (aut.) Griezmann 38’ (rig.) Pogba 59’ Mbappé 65’ | Marcatori | 28’ Perišić 69’ Mandžukić |

| Francia | Croazia |

| Francia (4-4-2)  |    |                   |     |     |
|                  |    |                   |     |     |
| P                | 1  | Hugo Lloris       |     |     |
| D                | 2  | Benjamin Pavard   |     |     |
| D                | 4  | Raphaël Varane    |     |     |
| D                | 5  | Samuel Umtiti     |     |     |
| D                | 21 | Lucas Hernández   | 41’ |     |
| C                | 6  | Paul Pogba        |     |     |
| C                | 13 | N'Golo Kanté      | 27’ | 55’ |
| C                | 10 | Kylian Mbappé     |     |     |
| C                | 7  | Antoine Griezmann |     |     |
| C                | 14 | Blaise Matuidi    |     | 73’ |
| A                | 9  | Olivier Giroud    |     | 81’ |
| A disposizione:  |    |                   |     |     |
| D                | 3  | Presnel Kimpembe  |     |     |
| A                | 8  | Thomas Lemar      |     |     |
| A                | 11 | Ousmane Dembélé   |     |     |
| C                | 12 | Corentin Tolisso  |     | 73’ |
| C                | 15 | Steven N'Zonzi    |     | 55’ |
| P                | 16 | Steve Mandanda    |     |     |
| D                | 17 | Adil Rami         |     |     |
| A                | 18 | Nabil Fekir       |     | 81’ |
| D                | 19 | Djibril Sidibé    |     |     |
| A                | 20 | Florian Thauvin   |     |     |
| D                | 22 | Benjamin Mendy    |     |     |
| P                | 23 | Alphonse Areola   |     |     |
| Allenatore:      |    |                   |     |     |
| Didier Deschamps |    |                   |     |     |

| Croazia (4-1-4-1) |    |                   |       |     |
|                   |    |                   |       |     |
| P                 | 23 | Danijel Subašić   |       |     |
| D                 | 2  | Šime Vrsaljko     | 90+2’ |     |
| D                 | 6  | Dejan Lovren      |       |     |
| D                 | 21 | Domagoj Vida      |       |     |
| D                 | 3  | Ivan Strinić      |       | 81’ |
| C                 | 7  | Ivan Rakitić      |       |     |
| C                 | 11 | Marcelo Brozović  |       |     |
| C                 | 18 | Ante Rebić        |       | 71’ |
| C                 | 10 | Luka Modrić       |       |     |
| C                 | 4  | Ivan Perišić      |       |     |
| A                 | 17 | Mario Mandžukić   |       |     |
| A disposizione:   |    |                   |       |     |
| P                 | 1  | Dominik Livaković |       |     |
| D                 | 5  | Vedran Ćorluka    |       |     |
| C                 | 8  | Mateo Kovačić     |       |     |
| A                 | 9  | Andrej Kramarić   |       | 71’ |
| P                 | 12 | Lovre Kalinić     |       |     |
| D                 | 13 | Tin Jedvaj        |       |     |
| C                 | 14 | Filip Bradarić    |       |     |
| D                 | 15 | Duje Ćaleta-Car   |       |     |
| C                 | 19 | Milan Badelj      |       |     |
| A                 | 20 | Marko Pjaca       |       | 81’ |
| D                 | 22 | Josip Pivarić     |       |     |
| Allenatore:       |    |                   |       |     |
| Zlatko Dalić      |    |                   |       |     |

| Uomo partita Antoine Griezmann Assistenti arbitrali Hernán Maidana (Argentina) Juan Pablo Belatti (Argentina) Quarto uomo Björn Kuipers (Paesi Bassi) VAR Massimiliano Irrati (Italia) Assistenti VAR Mauro Vigliano (Argentina) Carlos Astroza (Cile) Danny Makkelie (Paesi Bassi) |

## Statistiche
| Statistiche       | Francia | Croazia |
| ----------------- | ------- | ------- |
| Reti segnate      | 2       | 1       |
| Tiri totali       | 1       | 7       |
| Tiri in porta     | 1       | 1       |
| Parate            | 0       | 0       |
| Possesso palla    | 39%     | 61%     |
| Calci d'angolo    | 1       | 4       |
| Falli commessi    | 8       | 7       |
| Fuorigioco        | 1       | 0       |
| Cartellini gialli | 2       | 0       |
| Cartellini rossi  | 0       | 0       |

| Statistiche       | Francia | Croazia |
| ----------------- | ------- | ------- |
| Reti segnate      | 2       | 1       |
| Tiri totali       | 7       | 8       |
| Tiri in porta     | 5       | 2       |
| Parate            | 1       | 3       |
| Possesso palla    | 39%     | 61%     |
| Calci d'angolo    | 1       | 2       |
| Falli commessi    | 6       | 6       |
| Fuorigioco        | 0       | 1       |
| Cartellini gialli | 0       | 1       |
| Cartellini rossi  | 0       | 0       |

| Statistiche       | Francia | Croazia |
| ----------------- | ------- | ------- |
| Reti segnate      | 4       | 2       |
| Tiri totali       | 8       | 15      |
| Tiri in porta     | 6       | 3       |
| Parate            | 1       | 3       |
| Possesso palla    | 39%     | 61%     |
| Calci d'angolo    | 2       | 6       |
| Falli commessi    | 14      | 13      |
| Fuorigioco        | 1       | 1       |
| Cartellini gialli | 2       | 1       |
| Cartellini rossi  | 0       | 0       |

### Altre informazioni
- Per la prima volta nella storia dei Mondiali, la rete inaugurale della finale fu un autogoal, che fu appunto quello di Mandžukić.
- Il CT francese Deschamps divenne il terzo a vincere il Mondiale sia da giocatore che da allenatore, dopo il brasiliano Mário Zagallo (1958 e 1962 da calciatore e 1970 da allenatore) e il tedesco Franz Beckenbauer (1974 da calciatore e 1990 da allenatore).
- Fu anche la finale con il maggior numero di goal in generale dal 1966 (pari a quella tra l'Inghilterra e la Germania Ovest, conclusasi anch'essa per 4-2 ma ai tempi supplementari) e ai tempi regolamentari dal 1958 (inferiore solo a Brasile-Svezia, svoltasi in quell'anno e finita 5-2 per la Seleçao).
- Dopo tre finali consecutive andate ai tempi supplementari, per la prima volta dal 2002 la finale si decise nei 90' regolamentari.